# Томан, Йозеф
Йозеф Томан (чеш. Josef Toman; 6 апреля 1899, Прага Австро-Венгрия — 27 января 1977, Прага, Чехословакия) — чешский писатель, поэт и драматург.

## Биография
В 1915 году из-за угрозы заболевания костным туберкулезом, с отцом уехал на побережье Адриатики, посетил Венецию. В 1918 году окончил Школу бизнеса в Праге. Был работником банка, не поладив с начальством, уехал в Италию в качестве представителя одной из чешских фирм. В 1920—1921 работал в посольстве Чехословакии в Риме, затем в торговой компании в Палермо.
Совершил коммерческие поездки в Малую Азию, Грецию, Испанию, Францию, Северную Африку.
После возвращения на родину — секретарь Общества прогрессивных чешских художников «Mánes», впоследствии — его директор. В 1930-х годах Томан занимался преимущественно драматургией и литературным творчеством, много публиковался в левой прессе. За театральные постановки антифашистского характера подвергался гонениям.
После окончания Второй мировой войны в 1945—1953 работал в театральном департаменте при Министерстве образования, с 1948 года руководил программой содействия искусствам. С 1953 года посвятил себя исключительно литературе.

## Творчество
Автор антифашистских пьес, созданных в соавторстве с женой, Мирославой Томановой (1906—1991), сборников стихов, прозы социального, лирического и исторического характера, детской литературы.
Снялся в кинокомедии «Курица и пономарь» (1951, режиссёра Олдржиха Липского).

## Избранные произведения

### Поэзия
- «Праздник лета» (1925),
- «Стихи из окопов» (1946)

### Пьесы
- «Чёрное солнце» (1928),
- «Дом без окон» (1933),
- «Приятельница» (1936),
- «Река чарует» (1936, экранизирована),
- «Приятельница» (1936, в соавторстве с Мирославой Томановой),
- «Жаба в роднике» (1938),
- «Виноградник» (1938).

## Романы и повести
- «Давид Хрон» (1929)
- «Человек откуда-то» (1933),
- «О несмелом Кришпине и нетерпеливой Катержине» (1934),
- «Осиное гнездо» (1938),
- «Дон Жуан» (1944)
- «Славянское небо» (1948),
- «Медвежий угол» (1957, в соавторстве с Мирославой Томановой),
- «Итальянская палитра» (1962, в соавторстве с Мирославой Томановой),
- «Калигула, или После нас хоть потоп» (1963)
- «Сократ» (1975)